# Hoy también es fiesta
Hoy también es fiesta fue un programa de televisión que se emitía las mañanas de los sábados en TVE, dirigido por Luis Calvo Teixeira, con guiones de Pedro Úbeda.

## Historia
Fue presentado, en su primera temporada (1970-1971) por Torrebruno y Juan Erasmo Mochi, acompañados por Nicolás Romero. En la segunda temporada pasó a manos del legendario personaje de la televisión de los años 70, Kiko Ledgard. Entre 1972 y 1973 Luis Varela interpretó a El flautista. En su última etapa (1973-1974), los presentadores fueron Luis Barbero (en el papel de Don Lupa) y la norteamericana Judy Stephen. También contaba con la colaboración del cantante Ismael y la banda del Mirliton y el concurso El tragabolas, con José Miguel Flores.
La última temporada acortó el título del programa a ¡Fiesta!.

## Formato
En este espacio-contenedor, que se emitió entre 1970 y 1974, tenían cabida multitud de series, concursos, canciones y juegos para los más pequeños.
Una de las series que alcanzó gran fama se llamaba Las aventuras de Saturnino.
También destacaría una serie americana llamada Primus, cuyo personaje principal era un hombre-rana llamado Carter Primus, que se veía envuelto en multitud de aventuras. El actor que lo interpretaba se llama Robert Brown.